# Окороков, Георгий Трофимович
Георгий Трофимович Окороков (англ. Georgi Okorokov; 14 декабря 1996, с. Болугур, Амгинский улус, Якутия, Россия) — российский и австралийский борец вольного стиля.

## Спортивная карьера
В июне 2016 года в Бухаресте в финале первенства Европы среди юниоров в весовой категории до 50 кг Окороков за 31 секунду тушировал представителя Румынии, тем самым он стал победителем турнира. В конце июля 2021 года Окороков получил вид на жительство в Австралии и оформил документы, которые дают ему возможность представлять страну на международных соревнованиях. В мае 2022 года одолев в финале Мустафу Резайфара стал чемпионом Австралии. В сентябре 2022 года принял участие на чемпионате мира в Белграде.

## Спортивные результаты
- Чемпионат России по вольной борьбе среди юниоров 2016 — ;
- Чемпионат Европы по борьбе среди юниоров 2016 — ;
- МТ Байкал Опен 2019 - ;
- Чемпионат России по вольной борьбе 2020 — 14;
- Чемпионат Австралии по вольной борьбе 2022 — ;
- Чемпионат мира по борьбе 2022 — 10;